# Maculonaclia flamea
Maculonaclia flamea là một loài bướm đêm thuộc phân họ Arctiinae, họ Erebidae.